# Dương Mạc Thạch
Dương Mạc Thạch tức Xích Thắng (1915-1979) là nhà cách mạng, chính trị viên đầu tiên của đội Việt Nam Tuyên truyền Giải phóng quân,
Năm 1940, ông là Ủy viên Ban chấp hành lâm thời tỉnh Cao Bằng, vốn là người am hiểu địa bàn, nắm chắc phong trào cách mạng và là người có uy tín ở địa phương, đặc biệt đối với người dân tộc, do vậy sau Hội nghị Trung ương lần thứ 8 (tháng 5/1941) đến trước cách mạng tháng 8 năm 1945, ông được tổ chức phân công bám trụ hoạt động ở Nguyên Bình và vùng giáp ranh với Bắc Kạn.
Tại những vùng này, ông đã tích cực xây dựng và phát triển cơ sở, vận động người Tày, Nùng, Mông, Dao vào Hội cứu quốc, tổ chức Mặt trận Việt Minh ở các xã, tổng.
Tháng 12/1942, các ban Việt Minh tổng đã họp tại Lũng Dẻ (châu Nguyên Bình) bầu ra Ban Việt Minh châu do ông làm chủ nhiệm. Đồng thời, ông còn được Tỉnh uỷ phân công trực tiếp cùng với ông Võ Nguyên Giáp "Nam tiến" xuống vùng Bắc Kạn để phát triển phong trào, tổ chức các đội tự vệ. Nhờ vậy, sau một thời gian các Chi bộ Đảng ở Ngân Sơn, Chợ Rã lần lượt được thành lập. Thời kỳ này, ông là Tỉnh uỷ viên Cao - Bắc - Lạng và là người cán bộ chủ chốt chỉ đạo xây dựng và phát triển phong trào khu vực này.
Sau năm 1945 ông là Ủy viên Ban chấp hành đảng bộ lâm thời tỉnh Cao Bằng, Tỉnh uỷ viên Cao - Bắc - Lạng, Bí thư kiêm Chủ tịch Uỷ ban hành chính kháng chiến Bắc Kạn, giữa năm 1948, ông được điều về Bộ Tư lệnh làm đặc phái viên các tỉnh miền núi, đầu năm 1949 được bổ nhiệm làm Trưởng phòng quốc dân Miền núi của Liên khu I.
Từ năm 1950, ông được cử đi học trường Chính trị Hà Nam (Trung Quốc), cuối năm 1951 về nước được bổ sung vào Tỉnh uỷ tỉnh Yên Bái sau đó được Trung ương điều lên Hà Giang.
Gần 20 năm tại Hà giang, ông đã trải qua các chức vụ: Tỉnh uỷ viên, Chủ tịch Uỷ ban hành chính tỉnh, Phó Bí thư Tỉnh uỷ tỉnh Hà Giang. Tên tuổi của ông đã gắn bó với quê hương nơi đây, đã góp phần xây dựng và phát triển đối với tỉnh miền núi đặc biệt khó khăn này.
Đầu năm 1970 ông Dương Mạc Thạch được điều về làm Bí thư Đảng uỷ Trường Đại học Nông nghiệp 3 Bắc Thái, cho đến tháng 8/1978 được nghỉ hưu, trở về sống tại quê hương Cao Bằng và mất một năm sau đó.

## Gia đình
Con trai ông là Dương Mạc Thăng, nguyên Ủy viên Ban Chấp hành Trung ương Đảng, Bí thư Tỉnh ủy Cao bằng.